# Lykke Scheuer
Lykke Scheuer (født 28. maj 1972) er en dansk skuespiller.
Lykke Scheuer er uddannet på Michael Chekov Studio i Århus i 1996.

## Tv-serier
- Pyrus i alletiders eventyr (2000)
- Perforama (2002)
- OBLS (2003)
- Krøniken (2005-06)
- Forbrydelsen (2007)
- Badehotellet (2013-2019)